# Bohdan Winiarski

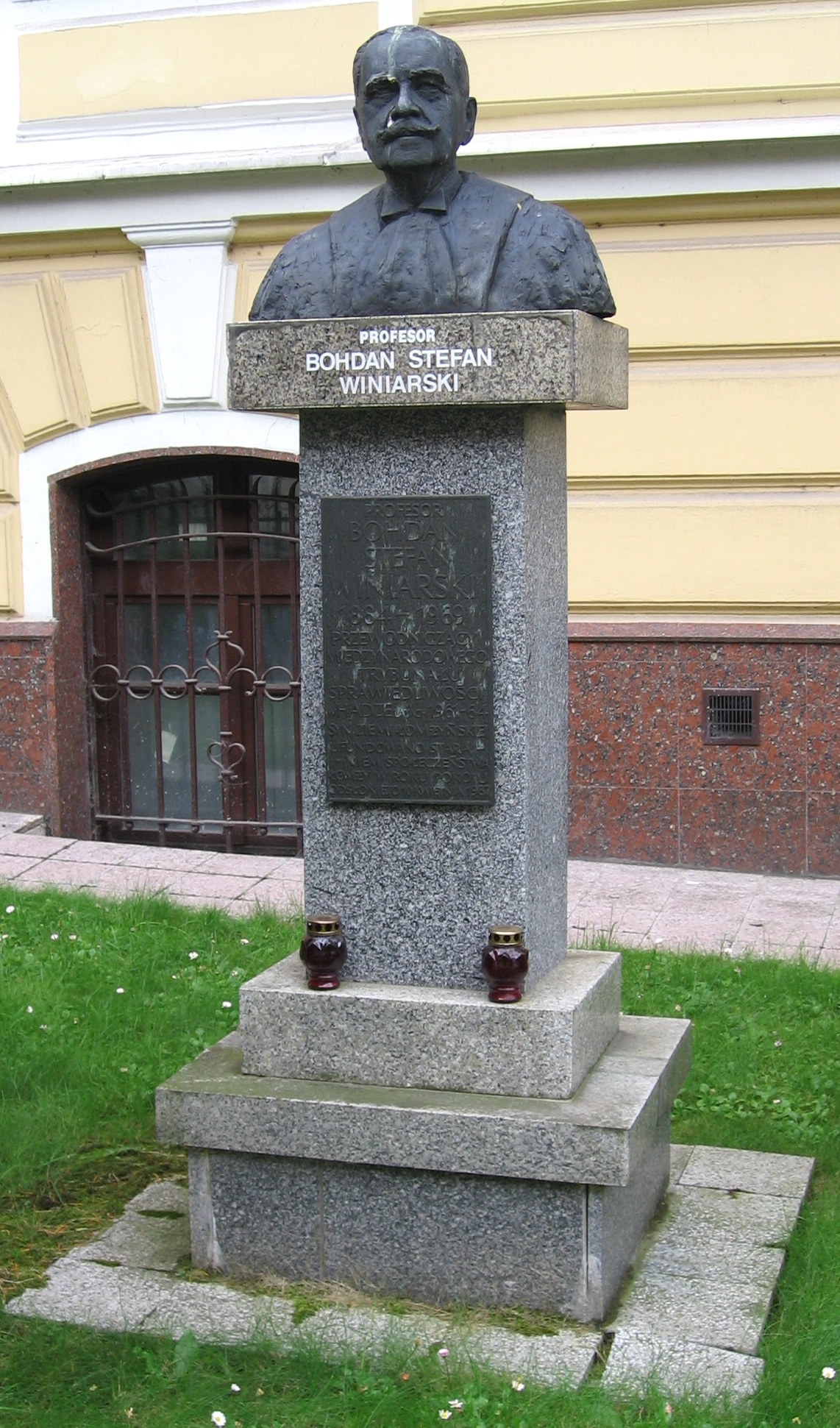
Popiersie Bohdana Winiarskiego w Łomży

Bohdan Stefan Winiarski (ur. 27 kwietnia 1884 w Bohdanowie koło Nowogrodu, zm. 4 grudnia 1969 w Poznaniu) – polski prawnik, profesor Uniwersytetu Poznańskiego, sędzia i przewodniczący Międzynarodowego Trybunału Sprawiedliwości w Hadze, członek Polskiej Akademii Umiejętności, poseł na Sejm II i III kadencji w II RP z listy Związku Ludowo-Narodowego oraz Stronnictwa Narodowego. W latach 1940–1945 przewodniczący komisji powołanej przez rząd Rzeczypospolitej Polskiej na uchodźstwie dla wyjaśnienia odpowiedzialności za klęskę wrześniową 1939 (tzw. komisji Winiarskiego).

## Życiorys
Był synem Stanisława (leśnika, sędziego pokoju) i Jadwigi z Mystkowskich. Do szkoły powszechnej uczęszczał w Szczuczynie, do gimnazjum – w Łomży (dzisiejsze Liceum Ogólnokształcące im. Tadeusza Kościuszki w Łomży). W latach 1905–1909 studiował prawo na Uniwersytecie Warszawskim i Jagiellońskim, gdzie w 1910 obronił doktorat; uzupełniał studia na uniwersytetach w Paryżu i Heidelbergu (1910–1911). Był członkiem Ligi Narodowej przed 1914 rokiem. W latach 1911–1914 wykładał francuskie prawo polityczne oraz rosyjskie prawo administracyjne i polityczne w Polskiej Szkole Nauk Politycznych i na Wyższych Kursach im. A. Baranieckiego w Krakowie, w okresie 1916–1917 historię ustroju ziem polskich w XIX w. na Wyższych Kursach Polskich w Piotrogrodzie. Od 1921 prowadził wykłady z prawa międzynarodowego publicznego na Uniwersytecie Poznańskim, od 1922 z tytułem profesora nadzwyczajnego kierował Katedrą Prawa Międzynarodowego; w 1930 mianowany profesorem zwyczajnym, w latach 1936–1939 pełnił funkcję dziekana Wydziału Prawa. W 1933 wykładał prawo rzeczne w Akademii Prawa Międzynarodowego w Hadze, a w czasie II wojny światowej prawo międzynarodowe na Uniwersytecie Oksfordzkim.
W 1919 był radcą prawnym delegacji polskiej na Konferencji Pokojowej w Paryżu. Wchodził także w skład polskiej delegacji na konferencji w sprawie komunikacji i transportu w Barcelonie oraz na I Zjeździe Zgromadzenia Ligi Narodów (1921); został następnie członkiem, później wiceprezesem (1924–1927) Stałej Komisji Komunikacyjnej i Tranzytowej Ligi Narodów. W latach 1926–1939 przewodniczył Komisji Prawa Rzecznego Ligi Narodów. Reprezentował Polskę w Międzynarodowej Komisji Odry (1923–1931), w 1929 występował w sprawie statusu prawnego Odry przed Trybunałem Sprawiedliwości w Hadze.
Jeszcze w czasie nauki gimnazjalnej działał w młodzieżowych organizacjach patriotycznych („Przyszłość”, „X”, „Czerwona Róża”), w latach 1903–1909 był członkiem zarządu Związku Młodzieży Polskiej „Zet”; za działalność w „Zet” przebywał przez pewien czas w rosyjskim więzieniu w Warszawie. Od 1914 był sekretarzem Sekcji Prawnej Komitetu Narodowego Polskiego kolejno w Warszawie, Piotrogrodzie i Paryżu. W latach 1916–1917 wydawał w Piotrogrodzie zbliżoną do Narodowej Demokracji „Myśl Narodową” jako pismo „polskiej myśli naukowej na obczyźnie”. W latach 1924–1927 występował jako komisarz ds. likwidacji własności niemieckich na terenie byłego zaboru pruskiego. Po przewrocie majowym w 1926 wszedł w skład zarządu Komitetu Wojewódzkiego Organizacji Obrony Państwa w Poznaniu, zrzeszającej przeciwników Piłsudskiego. W latach 1928–1935 pełnił mandat poselski z ramienia Stronnictwa Narodowego.
Po agresji Niemiec na Polskę we wrześniu 1939 został aresztowany przez Niemców i do listopada 1939 był więziony na poznańskim ratuszu jako zakładnik; deportowany następnie do Generalnego Gubernatorstwa, w styczniu 1940 przedostał się do Paryża, później do Londynu. W czerwcu 1940 został przez premiera gen. Władysława Sikorskiego w Angers mianowany przewodniczącym komisji ds. zbadania odpowiedzialności za klęskę wrześniową 1939, powołanej dekretem prezydenta Władysława Raczkiewicza z 31 maja 1940 i sprawował tę funkcję do zakończenia prac komisji 12 czerwca 1945. Od kwietnia 1941 prezes Banku Polskiego mianowany przez Rząd RP na uchodźstwie. Współpracownik gen. Sikorskiego, występował przeciwko polityce Stronnictwa Narodowego na emigracji. Po wojnie zadecydował o przekazaniu rządowi w Warszawie rezerw złota będącego własnością Banku Polskiego S.A. ewakuowanych w 1939 z kraju. W uznaniu tej zasługi został wysunięty w 1946 przez Tymczasowy Rząd Jedności Narodowej na przysługujące Polsce stanowisko sędziego Międzynarodowego Trybunału Sprawiedliwości w Hadze. Pełnił tę funkcję aż do 1967, w latach 1961–1964 jako przewodniczący Trybunału.
W 1939 został powołany na członka korespondenta Polskiej Akademii Umiejętności. Należał także do Towarzystwa Warszawskiego Naukowego (od 1950), Poznańskiego Towarzystwa Przyjaciół Nauk (od 1923), American Academy of Political and Social Sciences. W 1929 został członkiem korespondentem, w 1947 członkiem zwyczajnym Instytutu Prawa Międzynarodowego w Hadze; w latach 1964-1967 pełnił funkcję prezesa tego Instytutu. Uniwersytet Wrocławski nadał mu w 1965 doktorat honoris causa; był odznaczony m.in. Odznaką Honorową PCK, Krzyżem Komandorskim Orderu Korony Rumunii i francuskim Krzyżem Oficerskim Orderu Legii Honorowej.
Został pochowany na Cmentarzu Junikowo w Poznaniu (pole 20-A-B-5).

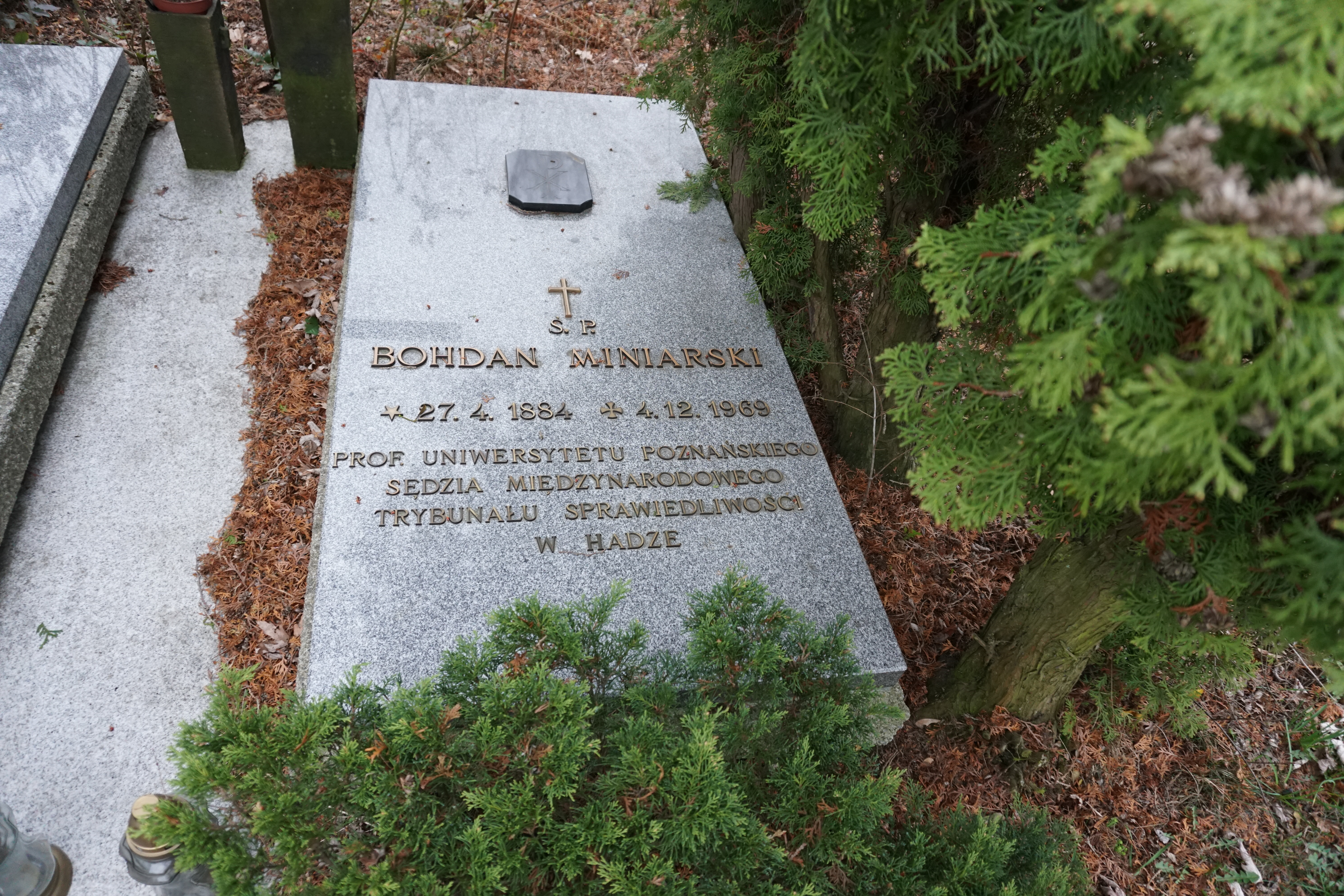
Grób prof. Bohdana Winiarskiego na Cmentarzu Junikowskim

Zainteresowania naukowe Bohdana Winiarskiego obejmowały prawo międzynarodowe publiczne oraz prawo państwowe. Był uważany za jednego z najwybitniejszych na świecie znawców zagadnień prawnych komunikacji międzynarodowej, szczególnie komunikacji rzecznej. Był jednym z twórców statutu Międzynarodowego Trybunału Sprawiedliwości w Hadze. Przygotował do wydania Królestwo Polskie. Dokumenty dotyczące stosunku prawnego Królestwa Polskiego do cesarstwa rosyjskiego (1914, z Maciejem Radziwiłłem) i Wybór źródeł do nauki prawa międzynarodowego (1938).

## Publikacje
Był autorem szeregu prac naukowych, m.in.:
- Nauka Duguita o prawie i państwie (1909)
- Z kuźnicy prawa międzynarodowego (1910)
- Lotnictwo i prawo (1911)
- Zatarg konstytucyjny rosyjsko-finlandzki (1911)
- Przedstawicielstwo stosunkowe i reforma wyborcza we Francji (1913)
- Ustrój prawno-polityczny Galicji (1915)
- Z rozważań nad sądownictwem administracyjnym (1916)
- Międzynarodowość sprawy polskiej (1917)
- Les institutions politiques en Pologne au XIX siecle (1922)
- Niemcy w Polsce a Liga Narodów (1922)
- Rzeki polskie ze stanowiska prawa międzynarodowego (1922)
- Umowa z Gdańskiem (1922)
- Kwestia żydowska wobec prawa międzynarodowego (1923)
- Ustrój polityczny ziem polskich w XIX wieku (1923)
- Bezpieczeństwo, arbitraż, rozbrojenie (1928)
- Comment nait un Etat (1928)
- Kodyfikacja prawa międzynarodowego (1930)
- Hipoteka na statkach rzecznych w Polsce (1933)
- Machiavelli, Monteskiusz i Protokóły Mędrców Sjonu (1934)
- zagadnienia organizacji studiów prawniczych (1937)
- Komunikacyjne prawo międzynarodowe (1938)
- Dokoła Worcella (1939)